# 相模原市立麻溝台中学校
相模原市立麻溝台中学校（さがみはらしりつ あさみぞだいちゅうがっこう）は、神奈川県相模原市南区麻溝台四丁目にある公立中学校。

## 沿革
- 1973年（昭和48年）4月1日 - 創立、麻の葉学級（障害児学級）開設
- 1973年（昭和48年）4月6日 - 開校式・第1回入学式
- 1973年（昭和48年）5月1日 - 開校記念日（創立記念日5月1日）
- 1973年（昭和48年）10月6日 - 校章制定
- 1974年（昭和49年）8月1日 - プール落成
- 1974年（昭和49年）10月12日 - 体育館落成 校旗制定
- 1976年（昭和51年）2月1日 - 校歌制定
- 1978年（昭和53年）3月31日 - 普通教室・教材室各4増築
- 1978年（昭和53年）4月5日 - 県教育委員会教育課程研究指定校となる
- 1981年（昭和56年）3月13日 - 普通教室（12）教材室（2）保冷庫（1）増築
- 1984年（昭和59年）3月27日 - 視聴覚室 理科室 美術室 各1増築
- 1988年（昭和63年）8月 - A棟大改修
- 1989年（平成元年）4月 - 部室（2階建）1棟新築
- 1989年（平成元年）8月 - PC教室完成
- 1990年（平成2年）3月24日 - プール大改修
- 1993年（平成5年）3月29日 - 新体育館落成
- 1993年（平成5年）11月11日 - フロンティアスクール推進校研究発表会
- 1995年（平成7年）10月31日 - B棟校舎改造工事完成
- 2000年（平成12年）8月 - A棟耐震工事・給水設備改良工事完了
- 2001年（平成13年）3月4日 - 非常用発電装置設置
- 2002年（平成14年）4月 - 文部科学省学力向上フロンティアスクール指定
- 2003年（平成15年）4月 - 文部科学省学力向上フロンティアスクール指定

## 通学区域
- 相模原市南区[1]
  - 麻溝台1丁目2番~13番
  - 麻溝台2丁目
  - 麻溝台3丁目
  - 麻溝台4丁目
  - 麻溝台5丁目
  - 麻溝台6丁目
  - 麻溝台7丁目
  - 麻溝台8丁目
  - 麻溝台761・1060・1061・1117~1123・1395・1429・1431~1442・1524・1525・1534・1537~1541・1543・1849・1852~1856・1858・1868・1968・1969・1971・1985~1989・1991・1992・2270・2281・2283~2287・2290・2305・2307・2308・2348~2382・2384~2386・2391・2816~2848・2850~2866・2960・2970・2972~3009・3011・3043・3050・3052~3105・3107・3115・3117~3155・3157・3445~3512・3623~3722・3841~3846
  - 大野台4丁目30番
  - 北里1丁目15番
  - 北里2丁目
  - 西大沼5丁目
  - 東大沼4丁目
  - 双葉1丁目
  - 御園1丁目
  - 御園2丁目
  - 御園3丁目
  - 御園4丁目
  - 御園5丁目

## 進学前小学校
- 相模原市南区
  - 相模原市立谷口台小学校（一部は相模原市立大野南中学校・相模原市立新町中学校へ）
  - 相模原市立大沼小学校（一部は相模原市立大野台中学校・相模原市立大野南中学校へ）
  - 相模原市立桜台小学校（一部は相模原市立相模台中学校へ）
  - 相模原市立双葉小学校
  - 相模原市立若草小学校（一部は相模原市立若草中学校へ）

## 著名な出身者
- 小塚郁也（国際安全保障研究者）[2]